# Chrysosplenium grayanum
Chrysosplenium grayanum är en stenbräckeväxtart som beskrevs av Carl Maximowicz. Chrysosplenium grayanum ingår i släktet gullpudror, och familjen stenbräckeväxter. Inga underarter finns listade i Catalogue of Life.

## Bildgalleri

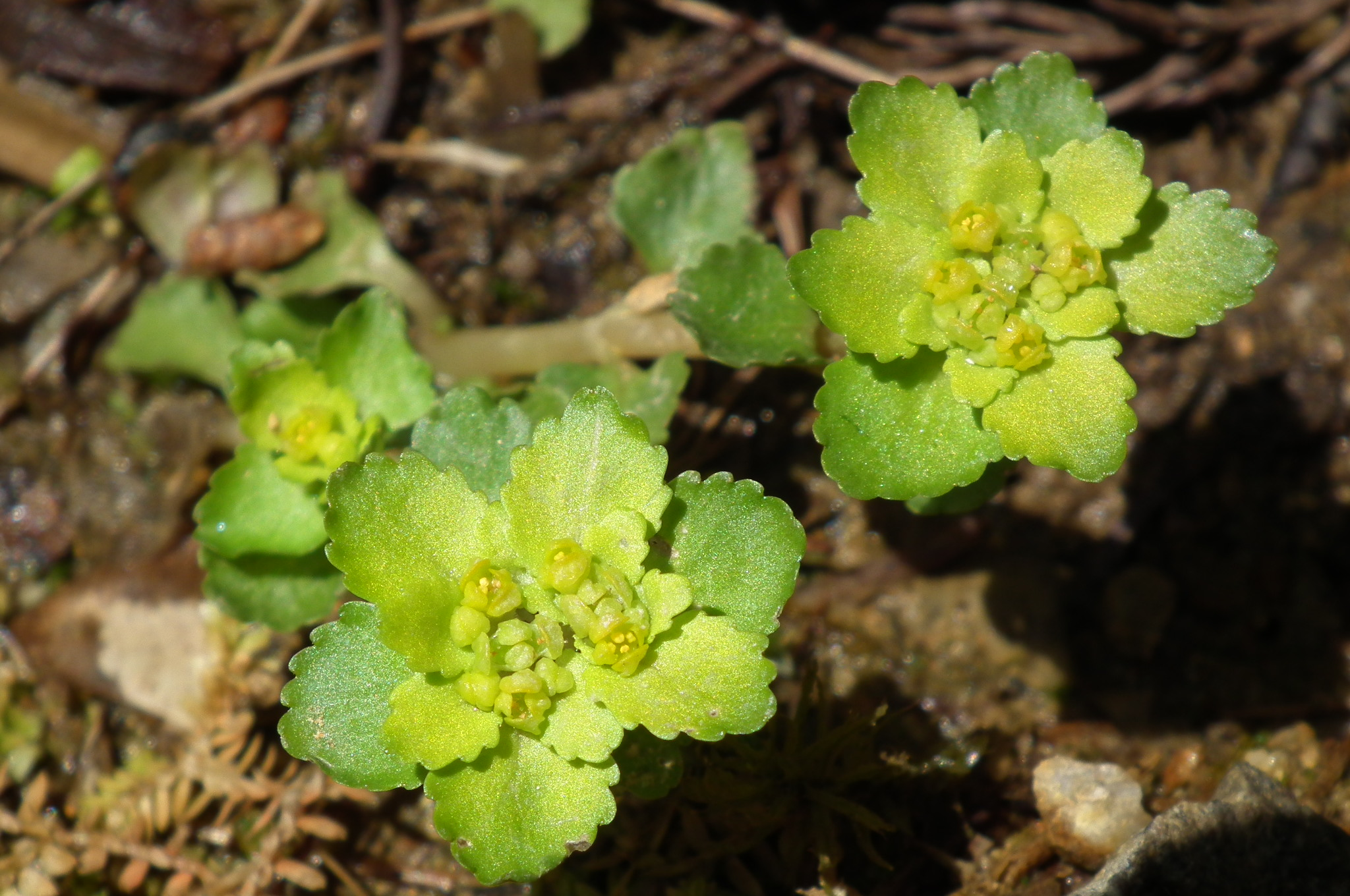